# Vodeni mak
Vodeni mak (hidroklejs, lat. Hydrocleys), rod vodenih trajnica iz Južne i Srednje Amerike in nekim zapadnoindijskim otocima. kojemu pripada pet priznatih vrsta. Pripada porodici žabočunovki.
Vrsta H. nymphoides danas se uzgaja po mnoogim mjestima u svijetu kao ukrasna vodena bilčjka, a naturalizirala se u Australiji, Novom Zelandu, Južnoafričkoj Republici, nekim južnim državama SAD-a (Florida, Teksas), i po nekim otocima i otočnim državama Oceanije.

## Vrste
1. Hydrocleys martii Seub.
2. Hydrocleys mattogrossensis (Kuntze) Holm-Niels. & R.R.Haynes
3. Hydrocleys modesta Pedersen
4. Hydrocleys nymphoides (Humb. & Bonpl. ex Willd.) Buchenau
5. Hydrocleys parviflora Seub.

## Vanjske poveznice
|  | Zajednički poslužitelj ima još gradiva o temi Hydrocleys |
|  | Wikivrste imaju podatke o taksonu Hydrocleys             |